# Adam Albert von Neipperg

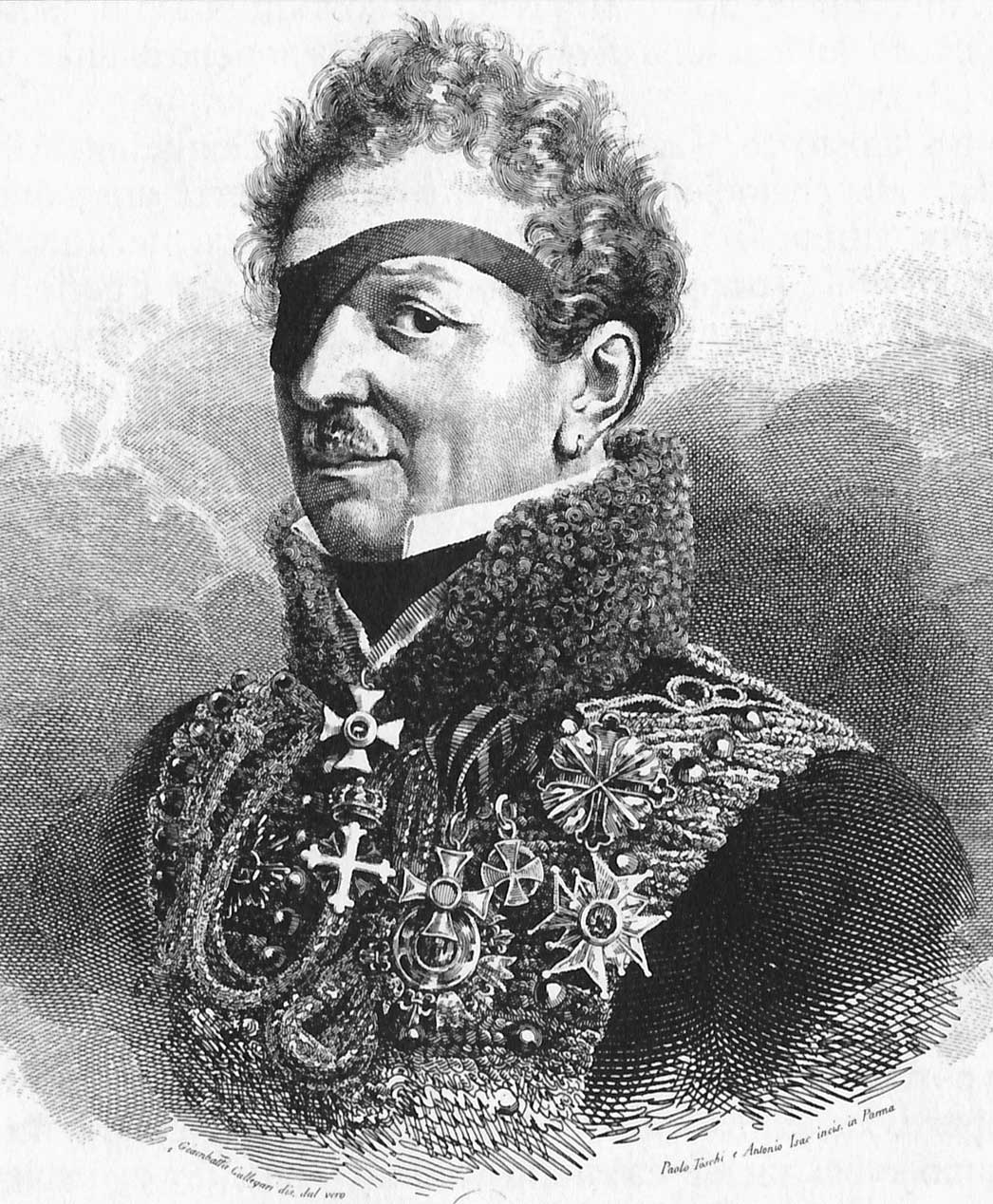
Adam Albert Graf von Neipperg

Graf Adam Albert von Neipperg (* 8. April 1775 in Wien; † 22. Februar 1829 in Parma) war ein österreichischer General und Staatsmann.

## Herkunft
Neipperg war ein Spross der seit seinem Großvater Wilhelm Reinhard von Neipperg in habsburgischen Diensten stehenden Grafen von Neipperg. Seine Eltern waren der Diplomat Graf Leopold Joseph von Neipperg (1728–1792) und dessen dritter Ehefrau Marie Wilhelmine von Hatzfeldt-Wildenburg (1750–1784).

## Leben
Neipperg wurde 1789 und 1790 auf der Hohen Karlsschule in Stuttgart erzogen und trat im Winter 1790/91 in den österreichischen Militärdienst. Er diente im französischen Revolutionskrieg in der Rheinarmee bei Jemappes und Neerwinden, wurde am 14. September 1794 bei Doelen schwer verwundet, nahm am Angriff auf die Mainzer Linien (Oktober 1795) teil und zeichnete sich danach in Italien 1796–1801 vor Mantua, in Tirol, bei Cassano d’Adda, Novi, Marengo und am Mincio aus. 1805 kämpfte er in Italien.  1809 diente er im Korps des Erzherzogs Ferdinand und avancierte zum Generalmajor.
Von 1811 bis 1813 war er österreichischer Gesandter am schwedischen Hof. 1813 focht er an der Spitze einer Brigade bei Reichenberg, bei Stolpen und in der Völkerschlacht bei Leipzig.  Er wurde am 20. Oktober 1813 zum Feldmarschallleutnant befördert. Im Dezember ging er nach Neapel, schloss dort am 14. Januar 1814 den Allianzvertrag mit König Murat, rückte am 23. in die Lombardei ein und erhielt 20. Juni eine Division in der Gegend von Pavia.
Seit Juli 1814 begleitete er als 39-Jähriger, der dank seiner äußeren Erscheinung und seiner ausgezeichneten Umgangsformen, seiner Bildung, Sprachbegabung und Musikalität seine Umgebung beeindruckte und großen Erfolg bei Frauen hatte, auf Befehl des Kaisers Franz I. die 23-jährige Marie-Louise von Österreich, die vormalige Kaiserin von Frankreich und Gattin Napoléon Bonapartes, in die Bäder von Aix-les-Bains und auf ihren Reisen durch die Schweiz. 1815 vertrat er auf dem Wiener Kongress die Interessen dieser Fürstin und des von ihr regierten Herzogtums Parma. Am 29. März 1815 wurde er zu ihrem Oberstallmeister sowie zum Oberkommandanten der Truppen von Parma ernannt. Nach dem Wiederausbruch des Kriegs im Frühjahr 1815 zwischen Österreich und Neapel übernahm er das Kommando des 1. Armeekorps, zog am 21. Mai in Neapel ein und befehligte dort bis zum 25. Juni als Militärgouverneur, worauf er das Kommando in den von den Österreichern besetzten französischen Departements Gard, Ardèche und Hérault übernahm. Danach trat er seinen Dienst als Oberstallmeister der Erzherzogin Marie-Louise wieder an und wurde von ihr 1816 zum Oberhofmeister und Minister des Auswärtigen sowie im folgenden Jahr vom Kaiser zum k. k. Wirklichen Geheimen Rat ernannt. Damals wurden er und Marie-Louise ein Liebespaar. Aufgrund seines verlorenen Auges, das er mit einer Augenklappe bedeckte, wurde er als der blinde Amor bezeichnet.

## Familie

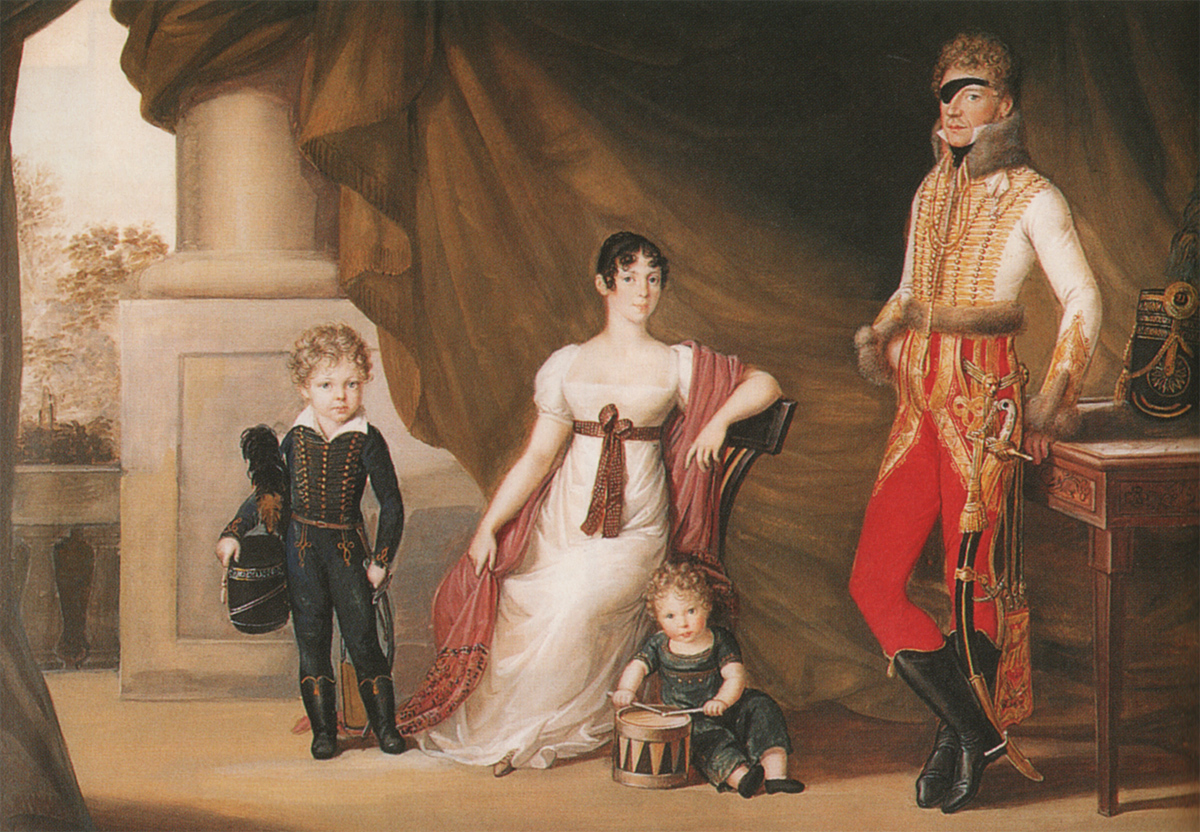
Adam Albert von Neipperg mit erster Frau Theresia und den Söhnen Alfred und Ferdinand, Gemälde um 1810

Neipperg war in erster Ehe mit Gräfin Theresia Pola di Treviso verheiratet, die  verstarb, nachdem sie ihm den ältesten Sohn Alfred von Neipperg und drei weitere Söhne, geboren hatte.
1. Alfred von Neipperg (1807–1865). Er war in erster Ehe mit Gräfin Josefini Grisoni verehelicht und 1840 in zweiter Ehe mit Prinzessin Marie Friederike Charlotte von Württemberg; er blieb kinderlos.
2. Ferdinand von Neipperg (1809–1843)
3. Gustav von Neipperg (1811–1850)
4. Erwin von Neipperg (1813–1897). Der jüngste Sohn setzte die Stammfolge der Grafen von Neipperg fort.

1821 heiratete Neipperg Herzogin Marie-Louise in morganatischer Ehe. Marie-Louise gebar ihm vier Kinder, von denen zwei das Erwachsenenalter erreichten: Die Kinder begründeten die Linie der Fürsten von Montenuovo, 1864 in den österreichischen Fürstenstand erhoben. Graf Adam Albert von Neipperg besaß seit 1819 ein erbliches Mandat in der württembergischen Kammer der Standesherren, erschien dort aber nie persönlich.
1. Albertine von Montenuovo (1817–1867)
2. Wilhelm Albrecht von Montenuovo (1821–1895)
3. Mathilde von Montenuovo (1822–1823)
4. Gustav von Montenuovo (1823–?)

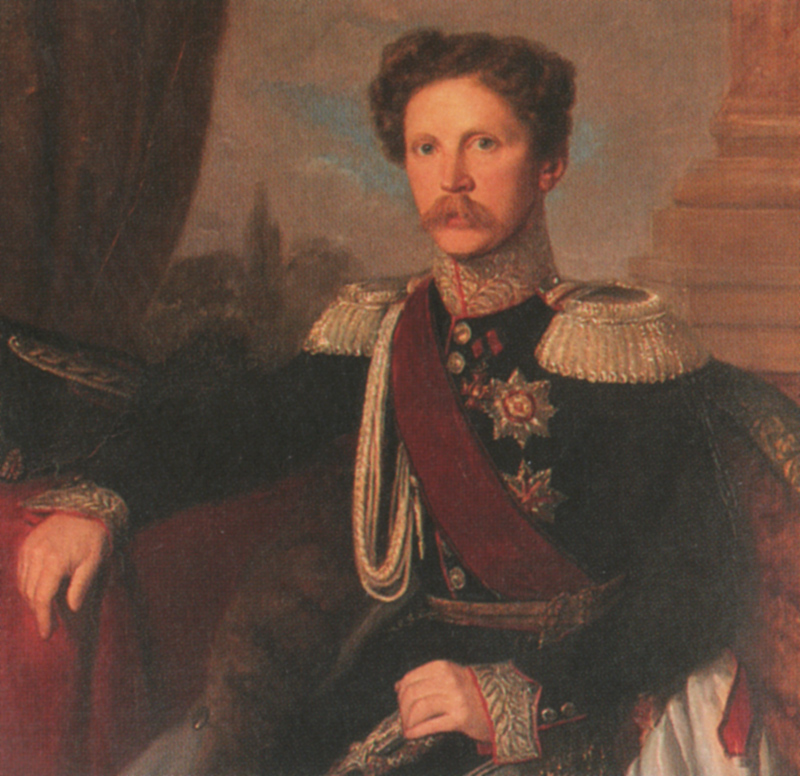
Sohn Alfred von Neipperg
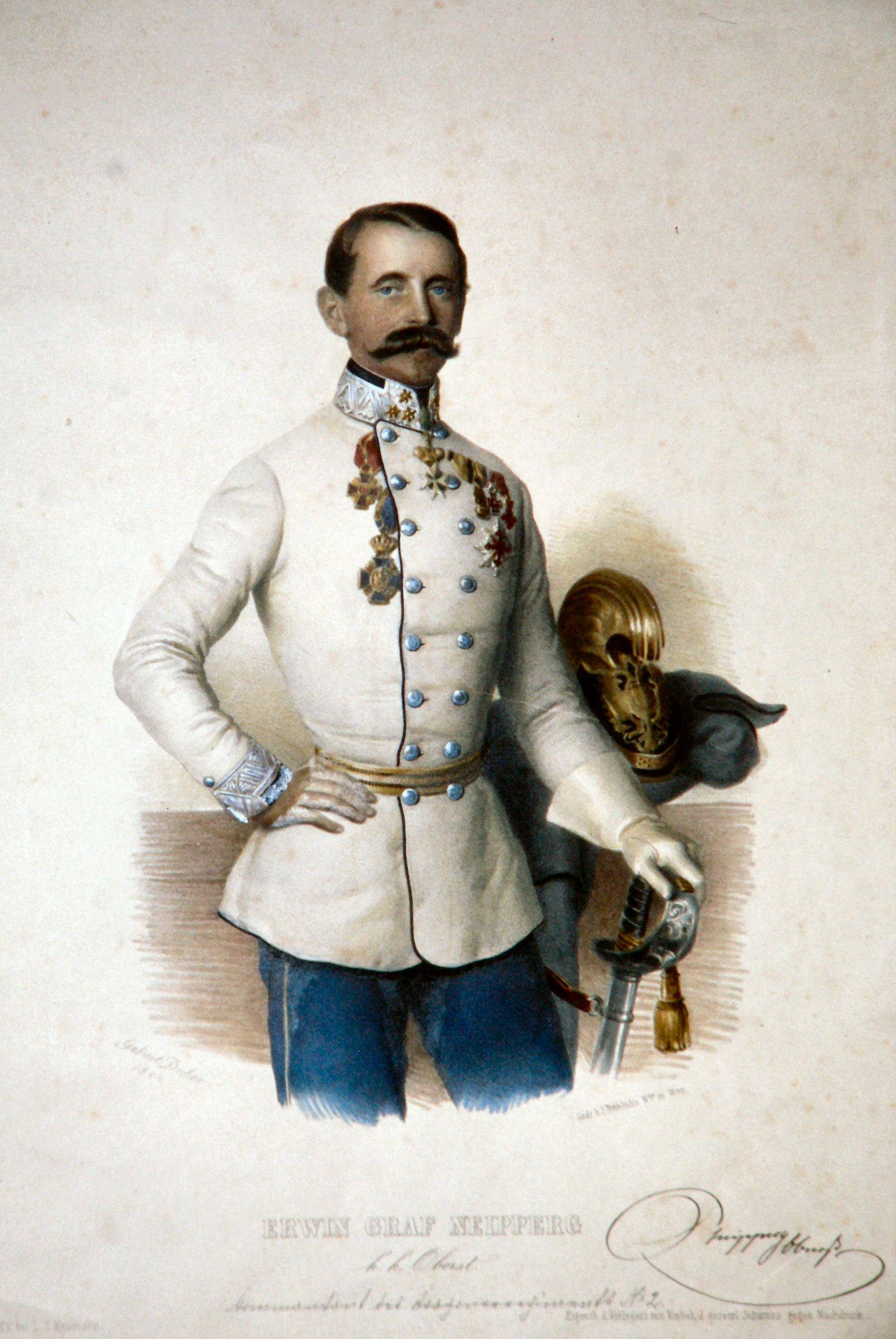
Sohn Erwin von Neipperg
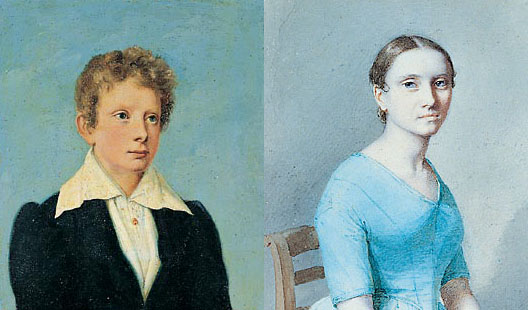
Die Kinder Wilhelm Albrecht und Albertine
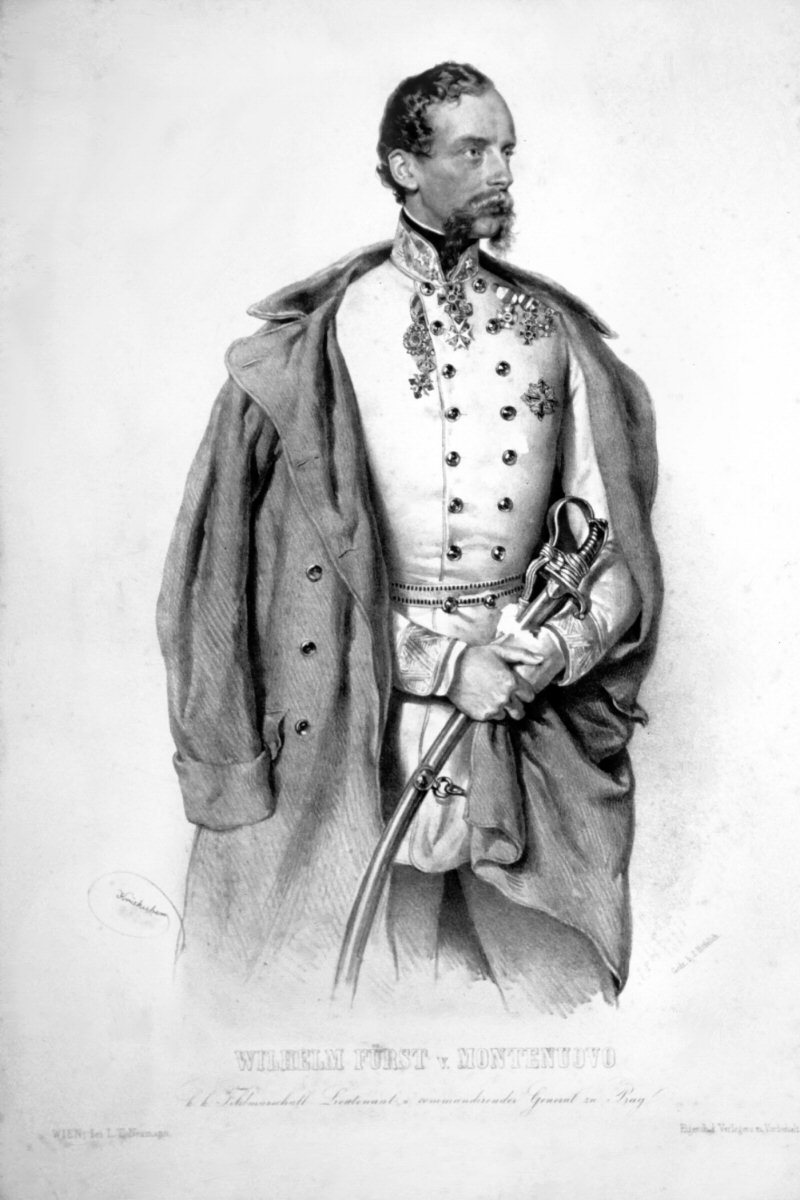
Wilhelm Albrecht, Fürst von Montenuovo